# Ana Seixas
Ana Seixas ist eine Politikerin aus Osttimor.
Seixas wurde bei den Wahlen 2001 auf Listenplatz 1 der Partido Socialista de Timor (PST) in die Verfassunggebende Versammlung gewählt. Es war der einzige Sitz, den die PST gewann.
Doch als die Versammlung die Arbeit aufnahm, trat Seixas am ersten Tag von ihrem Amt zurück und überließ ihren Sitz dem Listenzweiten, dem PST-Vorsitzenden Pedro dos Mártires da Costa. Sie begründete ihren Verzicht damit, dass sie die Ansichten der Partei nicht angemessen vertreten könne. Es gibt Spekulationen, dass die PST Druck auf Seixas ausübte. Frauenrechtler erwogen den Fall juristisch anzufechten, weil Frauen ein fester Anteil in den Parteilisten garantiert war, um ihnen eine angemessene Beteiligung zu garantieren. Auch warf man der PST vor, sie habe mit einer weiblichen Spitzenkandidatin die weiblichen Wähler insbesondere ansprechen wollen, die Frauen aber von der politischen Macht ausgeschlossen. 2006 erklärt der PST-Generalsekretär Avelino Coelho da Silva, Seixas sei die beste Kandidatin der Partei gewesen, aufgrund ihrer Erfahrung im osttimoresischen Frauennetzwerk Rede Feto. Sie habe aber aus familiären und gesundheitlichen Gründen verzichtet. Warum sie trotzdem als Spitzenkandidatin antrat, erklärte Coelho aber nicht.
Bei den Neuwahlen im Juni 2007 trat Seixas für den Congresso Nacional da Reconstrução Timorense (CNRT) auf Platz 42 an, erhielt aber keinen Sitz. Costa, der ebenfalls für den CNRT sich aufstellen ließ, kam mit Listenplatz 9 erneut in das Nationalparlament Osttimors.